# Noriaki Fujimoto
Noriaki Fujimoto (藤本 憲明?, Fujimoto Noriaki; Tondabayashi, 19 agosto 1989) è un calciatore giapponese, attaccante dell'Iwate Grulla Morioka.

## Carriera
Si forma nella selezione calcistica della Kinki Daigaku e nel 2012 viene ingaggiato dal Sagawa Printing, club militante nella Japan Football League e divenuto nel 2015 SP Kyoto. Nel 2016 viene ingaggiato dal Kagoshima Utd, club militante nella terza serie nipponica, la J3 League, con cui ottiene un quarto ed un quinto posto nelle due stagioni disputate.
Nel 2018 viene acquistato dall'Oita Trinita, club con cui il 25 febbraio dello stesso anno esordisce e segna la sua prima rete nella vittoria esterna per 4-2 contro il Tochigi. 
Con il Trinita ottiene il secondo posto nella J2 League 2018, ottenendo così la promozione nella massima serie giapponese. 
La stagione seguente esordisce in J1 League il 23 febbraio nella vittoria esterna per 2-1 con il Kashima Antlers, segnando entrambe le reti del club di Ōita.
Nel corso del campionato, il 7 agosto 2019, viene ingaggiato dal Vissel Kōbe, con cui esordisce tre giorni dopo nel pareggio esterno proprio contro la sua vecchia squadra.
Con il Vissel ottiene l'ottavo posto finale e soprattutto, il primo gennaio 2020, vince la Coppa dell'Imperatore 2019: nella finale contro il Vegalta Sendai al trentottesimo minuto segna la rete del definitivo 2-0 che permette al club di Kōbe di aggiudicarsi il primo trofeo della sua storia.

## Palmarès

### Club

#### Competizioni nazionali
- Coppa dell'Imperatore: 1

Vissel Kōbe: 2019
- Supercoppa del Giappone: 1

Vissel Kōbe: 2020